# Autoroute A1 (Luxembourg)
Pour les articles homonymes, voir Autoroute A1.
L'autoroute A1 (luxembourgeois : Autobunn A1), appelée aussi autoroute de Trèves, est une autoroute qui relie Luxembourg à l'Allemagne. Elle débute à la Croix de Gasperich, un échangeur au sud de Luxembourg, et se termine à Wasserbillig où elle passe la frontière allemande dans la vallée de la Sûre et rejoint l'autoroute allemande 64.

## Historique
Le premier tronçon mis en service en 1969 est celui entre les échangeurs du Kirchberg et de Senningerberg afin de relier Luxembourg à son aéroport. L'autoroute est prolongée en 1988 vers l'est jusqu'à l'échangeur de Potaschberg. Deux ans plus tard, en 1990, la section entre l'échangeur de Mertert et la frontière avec l'Allemagne est mis en service, suivi en 1992 par celui entre les échangeurs de Potaschberg et de Mertert.
Les prolongements ultérieurs de l'autoroute ont tous eu pour but de contourner la capitale par le sud-est : La section entre la croix de Gasperich et l'échangeur Irrgarten est ouvert en 1994, et ce dernier est raccordé en 1996 à celui du Kirchberg, complétant ainsi l'autoroute. La section Kirchberg-Grunewald est réaménagée en 2002, en vue de l'ouverture de l'autoroute A7.

## Description

### Caractéristiques
L'autoroute A1 relie la Croix de Gasperich, au sud de Luxembourg, à la frontière avec l'Allemagne et à l'autoroute allemande 64 vers Trèves à l'est. Administrée par l'administration des ponts et chaussées, sa longueur est de 36,203 km et constitue une partie de la route européenne 29 (E29) entre Gasperich et la bifurcation avec l'autoroute A7 et de la route européenne 44 (E44) sur toute sa longueur.

### Sorties
|    | Dénomination                                      | Destinations                                                                           | BK   |
| -- | ------------------------------------------------- | -------------------------------------------------------------------------------------- | ---- |
|    | Croix de Gasperich                                | Autoroute de Dudelange Autoroute d'Arlon                                               | 0,0  |
|    | Viaduc de la Drosbach (240 m)                     |                                                                                        | 1,3  |
|    | Tunnel Howald (L–T: 469 m, T–L: 437 m)            |                                                                                        | 1,9  |
|    | Pont Victor Bodson (260 m)                        |                                                                                        | 2,2  |
| 6  | Numéro réservé pour un éventuel échangeur à Itzig |                                                                                        |      |
|    | Viaduc d'Itzig (154 m)                            |                                                                                        | 4,0  |
|    | Viaduc de Hamm (196 m)                            |                                                                                        | 5,8  |
| 7  | Hamm/Irrgarten                                    | Luxembourg (dont Hamm), Remich, Sandweiler                                             | 6,9  |
|    | Tunnel Cents (310 m)                              |                                                                                        | 7,4  |
|    | Viaduc de Neudorf (150 m)                         |                                                                                        | 7,7  |
| 8  | Kirchberg                                         | Luxembourg (dont Kirchberg)                                                            | 9,1  |
|    | Jonction Grünewald                                | Autoroute du Nord                                                                      | 9,9  |
| 9  | Senningerberg                                     | Luxembourg, Niederanven (dont Senningen, Senningerberg), Aéroport de Luxembourg-Findel | 11,9 |
| 10 | Cargo Center                                      | Aéroport de Luxembourg-Findel                                                          | 13,1 |
| 11 | Munsbach 132                                      | Schuttrange (dont Munsbach), Niederanven                                               | 15,8 |
|    | Viaduc de la Haute Syre (400 m)                   |                                                                                        | 16,5 |
| 12 | Flaxweiler 142                                    | Flaxweiler (dont Oberdonven, Niederdonven)                                             | 22,8 |
| 13 | Potaschberg                                       | Grevenmacher, Biwer (dont Wecker, Hagelsdorf)                                          | 26,4 |
| 14 | Mertert                                           | Grevenmacher, Mertert                                                                  | 30,4 |
|    | Viaduc de la Syre (372 m)                         |                                                                                        | 32,7 |
|    | Viaduc du Sernigerbach (605 m)                    |                                                                                        | 34,9 |
| 15 | Wasserbillig                                      | Wasserbillig, Mompach (Moersdorf)                                                      | 35,5 |
|    | Aire de Wasserbillig                              |                                                                                        | 35,8 |
|    | Viaduc de la Sûre (1 195 m)                       |                                                                                        | 36,6 |
|    | Frontière allemande                               | Trèves, Coblence                                                                       | 36,7 |

### Ouvrages d'art
Quatre grands ouvrages d'art sont situés sur le tracé :
- Le viaduc de la Haute-Syre ;
- Le viaduc de la Syre ;
- Le viaduc de la Sûre, à la frontière allemande ;
- Le viaduc du Sernigerbach.

Deux passages à gibier sont aussi présents, ainsi que deux tunnels : le tunnel de Howald et le tunnel de Cents.

## Statistiques de fréquentation
Le graphique qui aurait dû être présenté ici ne peut pas être affiché car il utilise l'ancienne extension Graph, désactivée pour des questions de sécurité. Des indications pour créer un nouveau graphique avec la nouvelle extension Chart sont disponibles ici.

## Galerie d'images

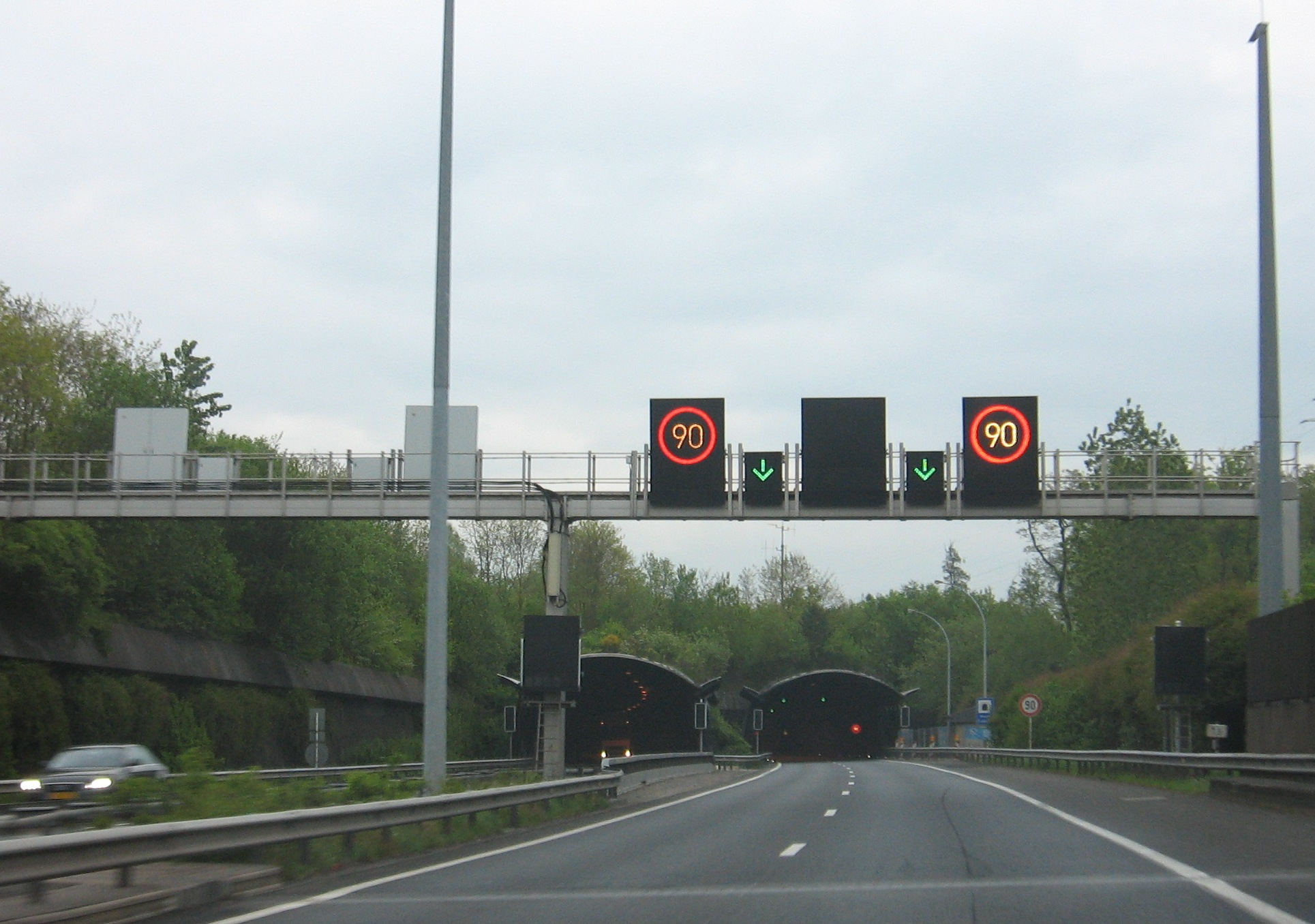
Entrée occidentale du Tunnel Howald.
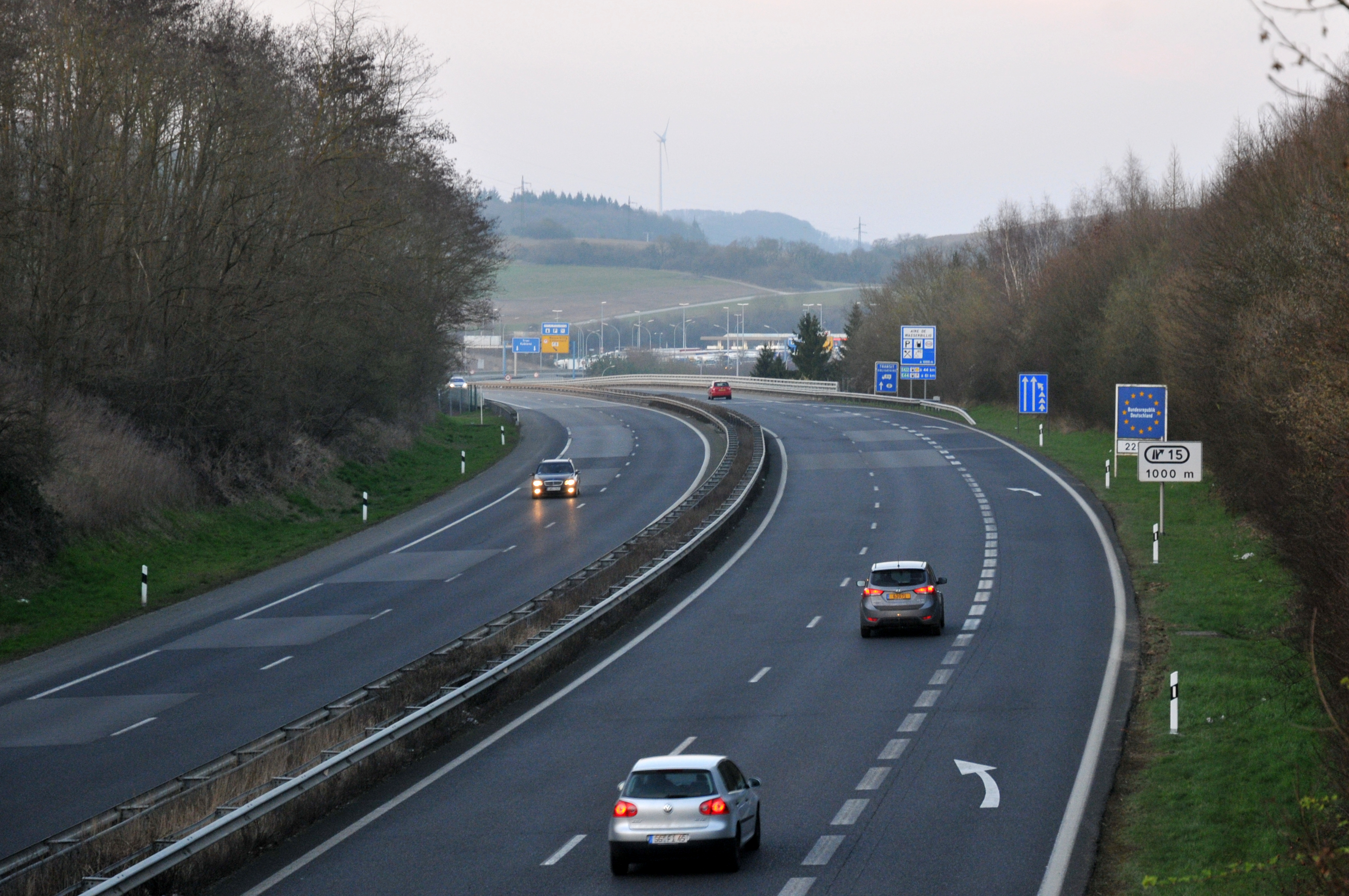
Vue depuis l'aire de Wasserbillig, en direction de l'Allemagne.
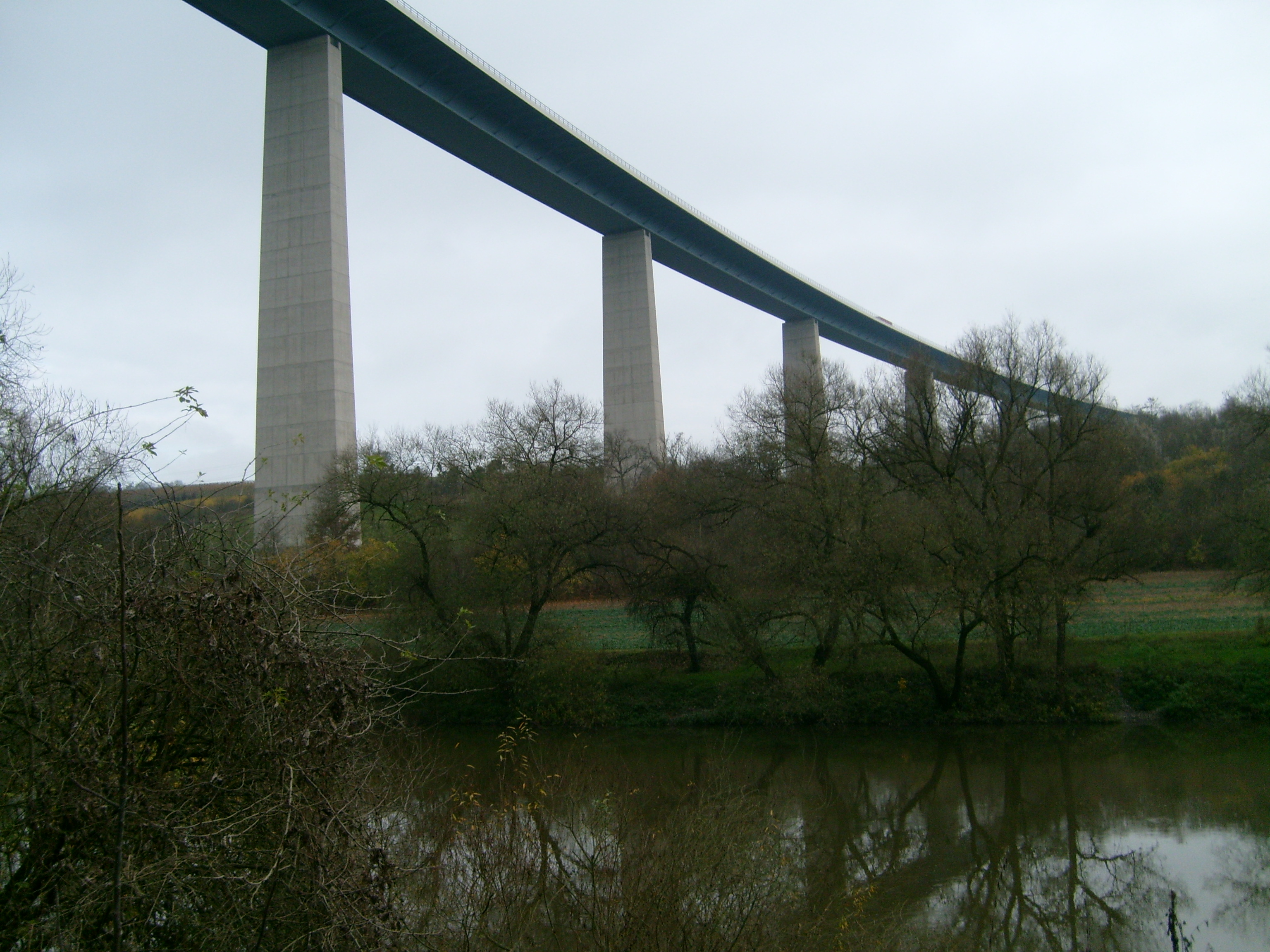
Le Viaduc de la Sûre sert à franchir la frontière entre l'Allemagne et le Luxembourg.